# Hradec u Němětic
Hradec u Němětic je halštatské a raně středověké slovanské hradiště na ostrožně Hradec nad soutokem potoka Peklov a řeky Volyňky v katastru obce Němětice v okrese Strakonice, necelých 8 km jižně od města Strakonice. Hradiště je chráněno jako kulturní památka.
V době halštatské zde stál velmožský dvorec. Po 1200 letech byla opuštěná lokalita znovu opevněna. Hradiště o rozloze necelého jednoho hektaru bylo z přístupnějších stran (severní a západní) chráněno hradbou s dřevohlinitou konstrukcí doplněnou pravděpodobně kamennou plentou. Ostatní strany se strmými svahy byly opevněny méně důkladně. Opevnění bylo uvnitř rozděleno příkopem lemovaným palisádou na dvě části.

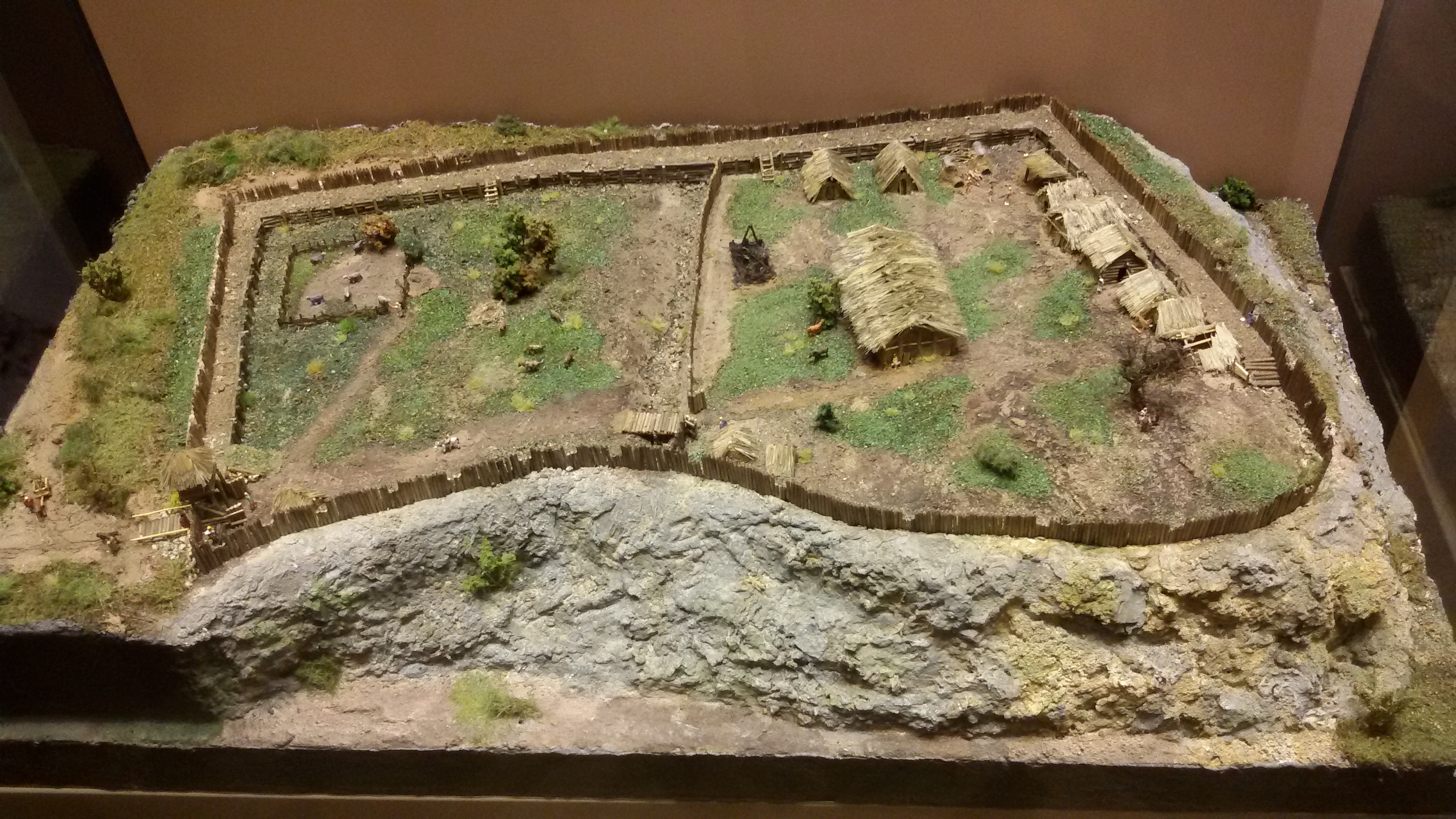
Model hradiště v expozici Jihočeského muzea v Českých Budějovicích

Hradiště je datováno do 9. století. Násilný zánik, o kterém svědčí nález jednoho sta hrotů šípů při archeologických vykopávkách, lze datovat zřejmě na konec 9. století nebo začátek 10. století.
Hradec u Němětic spolu s hradištěm na Kněží hoře, Hradištěm u Libětic a Hradcem u Řepice střežilo strakonickou kotlinu.